# NGC 4599
NGC 4599 é uma galáxia espiral (S0-a) localizada na direcção da constelação de Virgo. Possui uma declinação de +01° 11' 48" e uma ascensão recta de 12 horas, 40 minutos e 26,9 segundos.
A galáxia NGC 4599 foi descoberta em 22 de Fevereiro de 1786 por William Herschel.